# 니라야마 대관소

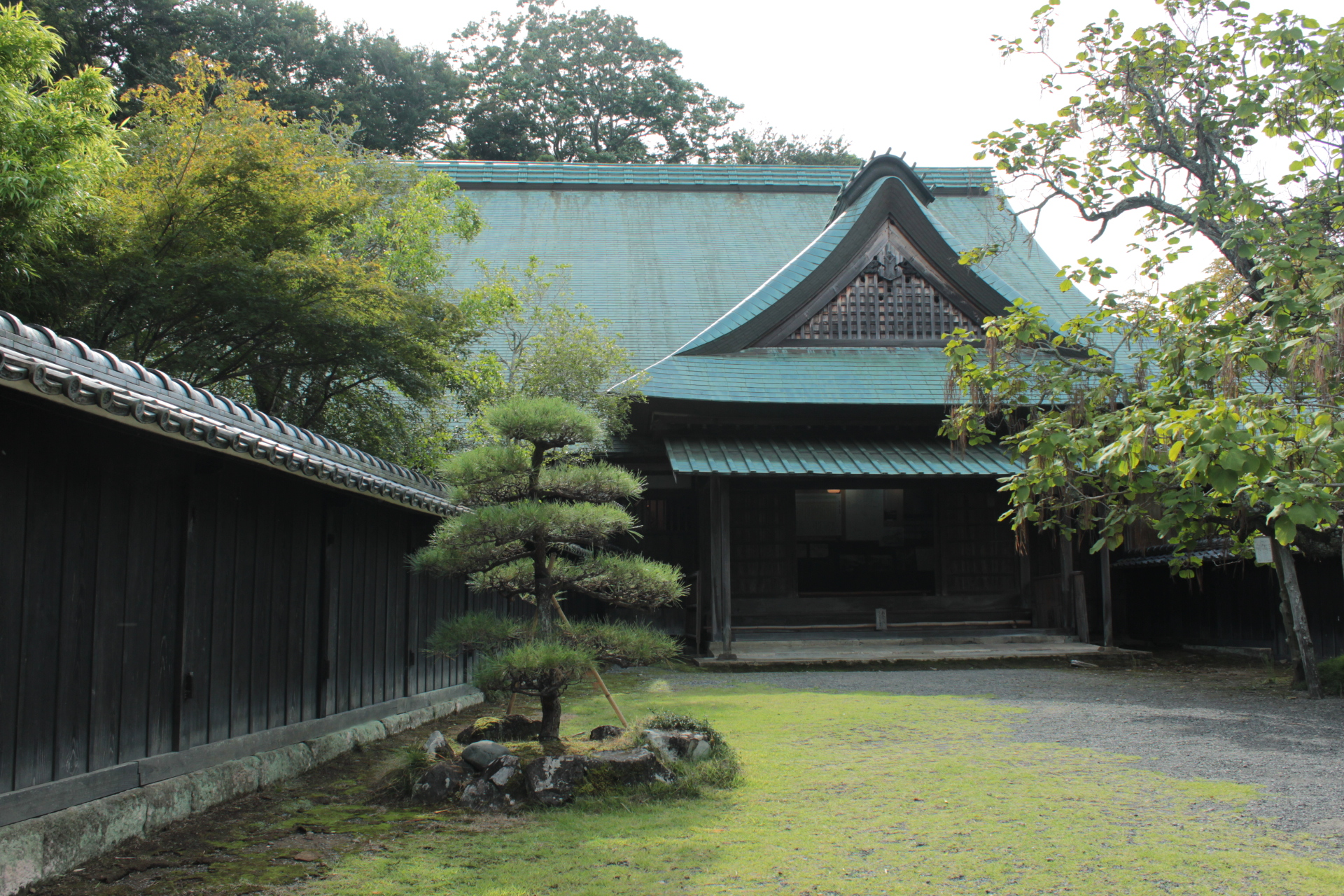
나라야마 대관을 지낸 에가와가의 저택. 이 저택 북쪽에 대관소 건물이 있었다. 원래는 초가집이었다.

니라야마 대관소(일본어: 韮山代官所 니라야마 다이칸쇼[*])는 에도 시대 동국의 막부직할령을 지배하기 위해 설치된 관청이다.
관할영역은 이즈국을 중심으로 스루가국, 사가미국, 무사시국에 이르렀다. 막말에는 가이국도 관할했다. 이즈 제도를 관할한 적도 있었다. 석고는 관할영역의 변화에 따라 일정하지 않지만 대략 5-10만 석 정도였다. 우두머리인 대관은 세이와 겐지 야마토 겐지계의 에가와가가 거의 세습했고, 1723년-1758년 사이를 제외하면 에가와가의 당주는 대대로 에가와 다로자에몬이라는 이름을 사용했다.
니라야마 대관소 건물은 에도 혼조 남쪽 오늘날의 호쿠사이 가로 쪽에 소재했다. 대관은 보통 여름에는 에도, 겨울에는 니라야마에 상주했다. 에도 역소에서는 무사시, 사가, 가이를, 니라 역소에서는 이즈, 스루가의 지배를 담당했다. 또 대관소의 업무를 보좌하는 파견기관으로서 이즈 국 다카타 군에 미시마 진옥(三島陣屋), 가이 국 쓰루 군에 타니 진옥(谷村陣屋), 스루가 국 후지 군에 마츠오카 진옥(松岡陣屋), 사가미 국에 아라카와 분일번소(荒川分一番所)가 설치되어 있었다.
게이초 원년(서력 1596년) 도쿠가와 이에야스의 가신 에가와 에이나가가 이즈 대관으로 임명된 것이 시초라고 한다. 에도 시대 초기에는 이즈 국의 대부분이 미시마 대관소의 지배를 받았고, 1677년 당시 니라야마 대관소의 지배 석고는 4809 석 남짓이었다. 니라야마 대관소의 관할영역이 늘어가는 것은 겐로쿠 이후의 일이다.
1723년 11월 당시 니라야마 대관 에가와 에이카츠의 부정부패가 발각되어 파면되고 대관소는 감정봉행의 지배하에 놓였다. 1758년 미시마 대관소가 흡수합병됨에 따라 이듬해인 1759년 에가와 에이세이가 니라야마 대관직에 복귀, 국가 전역의 막부직할령을 일원지배하게 되었다. 이후 메이지 유신 때까지 에가와가가 대대로 니라야마 대관을 세습하다가 근대를 맞이한다.
시즈오카현 이즈노쿠니시 니라야마 자 니라야마 1번지에 에가와가의 저택이 현존하고 있으며, 에가와저(江川邸)라는 이름으로 일반에 공개되어 있다. 1958년 5월 14일 "에가와가 주택(江川家住宅)"이라는 이름으로 본당 건물이, 1993년 12월 9일 서원, 불간, 창고, 문, 담장, 신사가 국가 중요문화재로 추가 지정되었다. 현재는 1967년 설립된 재단법인 에가와 문고의 소유다.
또 "니라야마 대관 에가와가 관계자료" 38581점 및 "에가와가 관계사진" 461점도 역사자료로서 중요문화재로 지정되어 있다.